# Karambakkudi
Karambakkudi là một thị xã panchayat của quận Pudukkottai thuộc bang Tamil Nadu, Ấn Độ.

## Địa lý
Karambakkudi có vị trí 10°28′B 79°08′Đ / 10,47°B 79,13°Đ Nó có độ cao trung bình là 36 mét (118 feet).

## Nhân khẩu
Theo điều tra dân số năm 2001 của Ấn Độ, Karambakkudi có dân số 12.007 người. Phái nam chiếm 51% tổng số dân và phái nữ chiếm 49%. Karambakkudi có tỷ lệ 72% biết đọc biết viết, cao hơn tỷ lệ trung bình toàn quốc là 59,5%: tỷ lệ cho phái nam là 78%, và tỷ lệ cho phái nữ là 66%. Tại Karambakkudi, 11% dân số nhỏ hơn 6 tuổi.